# Зецови
Зецови су насељено мјесто у граду Приједор, Република Српска, БиХ. Према попису становништва из 1991. у насељу је живјело 887 становника.

## Становништво
| Националност       | 1991.        | 1981.        | 1971.        |
| Муслимани          | 701 (79,03%) | 682 (76,03%) | 584 (66,81%) |
| Срби               | 152 (17,13%) | 181 (20,17%) | 240 (27,45%) |
| Хрвати             | 21 (2,36%)   | 24 (2,67%)   | 38 (4,34%)   |
| Југословени        | 10 (1,12%)   | 7 (0,78%)    | 0            |
| остали и непознато | 3 (0,33%)    | 3 (0,33%)    | 12 (1,37%)   |
| Укупно             | 887          | 897          | 874          |

1. ↑  Муслимани се данас изјашњавају као Бошњаци.

## Извор
- Књига: „Национални састав становништва — Резултати за Републику по општинама и насељеним мјестима 1991.", статистички билтен бр. 234, Издање Државног завода за статистику Републике Босне и Херцеговине, Сарајево.
- интернет — извор, „Попис по мјесним заједницама“ — https://web.archive.org/web/20090520191154/http://www.fzs.ba/Podaci/nacion%20po%20mjesnim.pdf